# 性功能障碍
性功能障碍（英語：Sexual dysfunction、sexual malfunction或sexual disorder，或稱性功能紊亂、性障碍），是指任何在性反应周期中，導致人們產生心理痛苦的問題:538。該些性反應包括性興奮、性慾望、性偏好或性高潮。根據DSM-5，當事人需至少在六個月內感到極度痛苦或影響人際關係，才可診斷作任何形式的性功能障碍（不包括由物質或藥物引起的性功能障礙）。性功能障礙會對患者的性生活質量產生重大影響。
對性功能障碍的治療而言，獲取和評估患者的性史、一般健康情況及其他性問題（如有）是十分重要的。評估患者的臨場焦慮感、內疚感、憂慮感及心理壓力為性功能障碍管理最佳化的一部分。許多性功能障碍是依據由麥斯特與強生所提出的人类性反应周期來進行定義。該套週期隨後經性治療師海倫·辛格·卡普蘭之手進行修改。

## 分类
性功能障礙可分為四大類：性慾障礙、喚起障礙、性高潮障礙以及性疼痛障碍。

### 性慾障礙
性慾障礙（或性慾過低症）的特徵在於患者在一段時間內，缺乏或完全沒有進行性行為的慾望或出現性幻想。這一障礙的定義廣至一般性地缺乏性慾，窄至對現在的性伴侶缺乏性慾。患上性慾低落障礙的人在這之前可能性功能正常，也可能經常保持在低性慾狀態。
它的成因因人而異。可能的病因包括女性雌激素水平下降、兩性皆會出現的睾酮水平下降、年老、懷孕、疲倦、藥物（比如选择性5-羟色胺再摄取抑制剂（SSRIs））、像焦慮症和抑鬱症般的精神疾病。雖然性慾低落的原因有許多，但當中只有一部為實證研究的目標。

### 性喚起障礙
性喚起障礙在以前一般稱為性冷感（frigidity，專用於女性）及性無能（impotence，專用於男性），現今就改用相對較不帶有主觀判斷的用詞。性無能改稱勃起功能障碍；性冷感則分拆為若干可分作四大類別的特定障礙：缺乏性慾、缺乏性喚起、缺乏性高潮，以及在性行為過程中感到疼痛。它一般是指對性刺激缺乏生理或心理反應。
患上這一種障礙的男女皆可能會將其具體表現作避免及不想跟伴侶發生性接觸。男性的具體表現可為陰莖在性行為期間無法勃起或維持勃起、在性行為期間缺乏性快樂及性興奮。
這一障礙可因生理因素而起，比如血流下降或陰道分泌液缺乏:542。慢性疾病及跟伴侶的關係也是其原因。

### 勃起功能障碍
勃起功能障碍是指陰莖在性行為期間無法勃起或維持勃起:538-39。它的成因各式各樣，其中包括神经系统病变、糖尿病，以及心血管疾病；心血管疾病會使流入陰莖組織的血流減少。
勃起功能障碍的成因包括心生理兩方面。心因性的勃起功能障碍可透過患者認為能有幫助的事物或行為來解決——安慰劑治療對此有着強烈的效果。相比之下，物理損傷會顯得較為嚴重。勃起功能障碍的成因之一為嚴重的骨盆神經受損，該些神經從骶丛延伸至前列腺旁邊，結腸和前列腺手術皆可使其受損。
糖尿病也是勃起功能障碍的普遍成因之一，對於男性而言更是如此。勃起功能障礙的原因還包括心血管疾病、多發性硬化症、腎衰竭和脊髓損傷等疾病。
據估計，約3000萬名美國男性患有勃起功能障礙，以全球計則有1.52億名男性患上之。然而相關報告數字仍因醫學知識水平低下、社會污名等因素而低於實際水平，使得研究者難以準確估計。
拉丁語「impotentia coeundi」的意思是指陰莖喪失跟陰道接合的能力；現今則較多以更精確的用語代指這種情況，比如「erectile dysfunction」。

### 早發性射精
早發性射精指的是當事人在伴侶達至性高潮之前射精，或在滿意的性行為持續時間前射精。儘管性交的持續時間並沒有正確標準，但一般而言研究者會判斷從接合開始計少於2分鐘即為早發性射精。要診斷當事人患有早發性射精，其必須符合「具有早發性射精的慢性病史」、「控制射精能力欠佳」和「該問題引起自身或伴侶的不滿」這些條件。
以往早發性射精一般視作是心理因素所導致的，但新的理論指出其可歸因於神經生物因素。

### 性高潮障礙
性高潮障礙是指當事人在經歷包含最少75%時段性接觸的正常性興奮期後，仍不能或難以達至高潮的情況。這一障礙可由生理、心理或藥物因素所導致:545。SSRI型抗抑鬱藥是一類常會引起性高潮障礙的藥物，因為它們能使高潮延遲，甚至使其完全消失。更年期也是性高潮障礙的成因之一，約33%經歷過更年期的女性報稱在達至高潮這一問題上出現困難。

### 性疼痛障碍
性疼痛障碍，亦稱性交疼痛，是指性交過程中所出現的疼痛:542。這一障碍以女性患者佔大多數。陰道痙攣是指因為骨盆底肌肉無意識地繃緊，而令女方在性交或往陰道插入任何物件時感到痛苦，這跟性交疼痛有密切關係:542。
性交疼痛可能是由女性陰道潤滑液缺乏所致，更年期及哺乳期期間的激素變化會導致陰道潤滑液分泌減少，此外性興奮不足也會導致之。殺精藥膏過敏:546及對性存有恐懼也是其可能成因。
陰道痙攣的根本成因為對性交疼痛存有恐懼，其風險因子包括性侵犯史、曾患有子宮內膜異位症及陰道炎。外阴疼痛及外陰前庭炎為另外兩類的性疼痛障碍，主要影響婦科外陰部位，其原因未明。

### 性高潮後障碍
性高潮後障碍會使人於高潮或射精過後產生症狀。性交後憂鬱指的是性交後感到憂鬱或焦慮，可於性交後5分鐘-2小時發生。部分人在性活動期間感到頭骨和頸部存有痛楚，這稱為性頭痛。
一小部分男性患有性高潮後病情症候群（POIS），患者在射精後可能會感到全身肌肉嚴重疼痛，以及其他相关的症狀，症狀可持續長達一周。一些醫生推測性高潮後病情症候群在人民中出現的机率可能比已經在學術文獻中報告的更大，而且許多性高潮後病情症候群患者尚未確診。其症狀包括呼吸急促、感覺異常、心悸、頭痛、失語、噁心、眼睛發癢、發燒、肌肉疼痛、虛弱和疲勞。這種病症的病因尚不清楚，但它被認為跟免疫系統或自主神經系統有關。美國國立衛生研究院定義它為罕見疾病；它沒有已知的治癒方法或治療方法。

### 盆底功能障礙
盆底功能障礙是男女性功能障礙的根本原因之一，其可通過物理治療恢復。

### 罕有男性性功能障碍
激素缺乏為勃起功能障礙的罕見成因。患有像克氏综合征般會使人睾丸發育不全的疾病、接受過放射治療、化療，及童年患有腮腺炎的人的睾丸皆可能會受損，不能產生睾酮。其他激素誘導勃起功能障礙的成因包括腦腫瘤、甲狀腺功能亢進、甲狀腺功能減退，及腎上腺疾病。
藥物也是勃起功能障礙的成因。 服用降血壓藥或使用抗精神病藥、抗抑鬱藥、鎮靜劑、麻醉藥、抗酸劑或酒精的人可能會出現性功能和性慾減退問題。
陰莖異常勃起是指陰莖即使在没受到任何刺激的情况下，也在数小时或以上的跨度内维持勃起。當血液困在陰莖內無法流出時便會發生這種情況。如果不及時治療，便有機會導致永久性的勃起能力喪失疤痕。患有鐮刀型紅血球疾病和濫用某些藥物的人較易出現這種情況。